# Бучка
Бучка (словен. Bučka) је насељено место у општини Шкоцјан, регија Југоисточна Словенија, Словенија.

## Историја
До територијалне реорганизације у Словенији била је у саставу старе општине Севница.

## Становништво
У попису становништва из 2011. године, Бучка је имала 113 становника.
| Број становника према пописима | Број становника према пописима | Број становника према пописима |
| ------------------------------ | ------------------------------ | ------------------------------ |
| 1991                           | 2002                           | 2011                           |
| 118                            | 114                            | 113                            |

## Галерија
- римокатоличка црква "Св. Мартин"
- пејзаж